# Kiricocho
Kiricocho, o meno comunemente Quiricocho, è un termine calcistico tipico dell'ambiente calcistico argentino e che viene usato come "anatema" per portare sfortuna agli avversari.

## L'origine
L'origine del termine deriva da un presunto tifoso argentino della squadra Club Estudiantes de la Plata e da come, nel 1982, Carlos Bilardo (futuro allenatore della nazionale argentina campione del mondo 1986 e che, all'epoca, allenava l'Estudiantes), notò come, ogni volta che il tifoso conosciuto come Kiricocho era presente ad un allenamento della squadra, un giocatore si infortunasse. Bilardo decise allora di mandarlo a seguire tutte le squadre avversarie prima di una partita per fare in modo che la presunta "energia maligna" prodotta dal tifoso avesse un effetto negativo sui giocatori avversari, in tal modo da favorire la propria squadra.
L'anno in cui è nata la leggenda di Kiricocho, l'Estudiantes ha vinto il campionato Metropolitano argentino, perdendo solo una partita contro il Boca Juniors, curiosamente l'unica squadra che si dice che non venne visitata da Kiricocho durante gli allenamenti.
Non si conosce esattamente se l'esistenza di Kiricocho sia vera o solo parte del folclore e della superstizione del calcio argentino. Il termine nato da questa storia, però, è entrato a far parte della superstizione del calcio mondiale come forma per portare sfortuna all'avversario.

## Usi del termine
Esempi di quando è stata usata la parola "Kiricocho" per portare sfortuna agli avversari:
- Joan Capdevilla, nel mondiale di calcio 2010, ha usato il termine "Kiricocho" nella finale del torneo contro Arjen Robben in un'azione d'attacco contro Iker Casillas nel minuto '62, finale poi vinta dalla squadra spagnola.
- Il portiere Yassine Bounou ha usato il termine "Kiricocho" nella partita di ottavi di finale della Champions League 2020-2021 nei confronti del calciatore Erling Haaland prima di un calcio di rigore durante Borussia Dortmund-Siviglia, partita poi vinta dalla squadra tedesca. L'attaccante norvegese ha ripetuto l'anatema al marocchino dopo la trasformazione.[4]
- Giorgio Chiellini, nell'Europeo di calcio 2020, ha usato il termine "Kiricocho" in finale contro l'inglese Bukayo Saka durante l'ultimo rigore, parato poi da Donnarumma e valso la vittoria del torneo alla nazionale italiana.[5]
- Lautaro Martinez, nel corso del campionato di Serie A 2023-2024 ha urlato "Kiricocho" prima che l'avversario Thomas Henry, attaccante del Verona, calciasse un calcio di rigore allo scadere.[6] L'attaccante francese ha in effetti sbagliato il tiro e l'Inter ha vinto il match.